# ジュース (映画)
『ジュース』（Juice）は、1992年にアメリカ合衆国で製作された映画。アーネスト・R・ディッカーソン監督。ラップ・ミュージックにのせて描く青春バイオレンス・ムービー。
本作は人種差別に対する怒り、社会に対するやり場のない憤り、嫌悪、苛立ちなどの黒人問題を描いており、それは作中流れるラップ・ミュージックに歌われている歌詞の中にも表れている。

## ストーリー
ふとしたきっかけで銃を手にした4人のティーンエイジャー。クラブDJを目指すQ（クインシー）は、仲間を大切にするラヒームの面白半分の強盗プランに加担する。しかしそこで起こった必要のない射殺事件から、4人は逃れ切れない深みにはまっていく。

## キャスト
- Q（クインシー） - オマー・エップス
- ビショップ - 2パック
- スティール - ジャーメイン・ホプキンス
- ラヒーム - カリル・ケイン
- ヨランダ - シンディ・ヘロン
- トリップ - サミュエル・L・ジャクソン
- ラダメス - ヴィンセント・ラレスカ
- クイリース - ヴィクター・カンポス
- ラフハウスの司会者 - クィーン・ラティファ
- ケリー刑事 - マイケル・バダルコ